# João Manuel Miguel
João Manuel Fernandes Miguel (ur. 27 lipca 1952 w Lizbonie) – portugalski bokser, uczestnik Letnich Igrzysk Olimpijskich 1980. 
Podczas igrzysk w Moskwie, startował w wadze papierowej. W pierwszej fazie miał wolny los. W kolejnej uległ reprezentantowi Związku Radzieckiego, Szamilowi Sabirowi (0-5). W końcowej klasyfikacji Portugalczyk uplasował się na dziewiątym miejscu.